# Trichoplatus
Trichoplatus is een geslacht van kreeftachtigen uit de klasse van de Malacostraca (hogere kreeftachtigen).

## Soort
- Trichoplatus hectori (Miers, 1876)